# Tibouchina francavillana
Tibouchina francavillana är en tvåhjärtbladig växtart som beskrevs av Célestin Alfred Cogniaux. Tibouchina francavillana ingår i släktet Tibouchina och familjen Melastomataceae. Inga underarter finns listade i Catalogue of Life.